# PFDN1
PFDN1 (англ. Prefoldin subunit 1) – білок, який кодується однойменним геном, розташованим у людей на короткому плечі 5-ї хромосоми. Довжина поліпептидного ланцюга білка становить 122 амінокислот, а молекулярна маса — 14 210.
| 10         |  | 20         |  | 30         |  | 40         |  | 50         |
| ---------- |  | ---------- |  | ---------- |  | ---------- |  | ---------- |
| MAAPVDLELK |  | KAFTELQAKV |  | IDTQQKVKLA |  | DIQIEQLNRT |  | KKHAHLTDTE |
| IMTLVDETNM |  | YEGVGRMFIL |  | QSKEAIHSQL |  | LEKQKIAEEK |  | IKELEQKKSY |
| LERSVKEAED |  | NIREMLMARR |  | AQ         |  |            |  |            |

A: Аланін

D: Аспарагінова кислота

E: Глутамінова кислота

F: Фенілаланін

G: Гліцин

H: Гістидин

I: Ізолейцин

K: Лізин

L: Лейцин

M: Метіонін

N: Аспарагін

P: Пролін

Q: Глутамін

R: Аргінін

S: Серин

T: Треонін

V: Валін

Кодований геном білок за функцією належить до шаперонів. 
Задіяний у такому біологічному процесі, як ацетилювання. 